# Афанасий (Волховский, Пётр)
Епископ Афанасий (в миру Пётр Вольховский; 25 ноября 1712 — 15 (26) февраля 1776, Ростов) — епископ Русской православной церкви, епископ Ростовский и Ярославский.

## Биография
Уроженец Полтавщины. Обучался в Харьковском коллегиуме и Киевской духовной академии, по окончании курса которой поступил преподавателем в Харьковский коллегиум, затем был вызван в Московскую духовную академию в качестве проповедника.
В мае 1745 года пострижен в монашество и назначен префектом лаврской семинарии.
С 1748 года — ректор той же семинарии.
В декабре 1749 года избран келарем Троице-Сергиевой лавры с оставлением в должности ректора и профессора богословия.
23 февраля 1753 года возведён в сан архимандрита.
В 1754 году назначен членом Святейшего Синода.
Отличительной чертой преосвященного Афанасия была любовь к храмозданию. Ещё будучи архимандритом, в 1756 году он начал строительство храма во имя Святой Троицы в Троице-Сергиевской Приморской пустыни.
23 апреля 1758 года хиротонисан во епископа Тверского.
В начале марта 1763 года Афанасий вместе с другими архиереями подписал доклад императрице, в котором послание Ростовского митрополита священномученика Арсения (Мацеевича), содержавшее протест против конфискации церковных имений, расценивалось как «оскорбление Её Императорского Величества».
С 26 мая 1763 года — епископ Ростовский и Ярославский.
Был участником Собора, осудившего митрополита Арсения (Мацеевича).
В 1771 году им был построен на собственные средства холодный храм в Варницком монастыре. Храм был освящен им же во имя Пресвятой Богородицы и преподобного Сергия Радонежского. Много потрудился епископ Афанасий в деле борьбы с расколом.
Скончался 15 февраля 1776 года в Ростове. Погребён в Ростовском Успенском соборе.

## Сочинения
- Богословские уроки (рукопись). — 1751. Инструкция поповскому старосте, относящаяся к 1760 г.
- Слова // Прибавления к Творениям святых отцов в русском переводе. — 1861, с. 563—573.
- Слово в пособии во всяком требовании нашем и силе молитв угодников Божиих. — М., 1749.